# INDIES
INDIES（インディーズ）は、1986年8月にインディペンデント・レコードから発売されたTHE WILLARDのLPアルバム。配給元はMusic Vision。

## 概要
The WillardがBOXレコードからリリースした2枚のEP盤『OUTLAW』、『VANGUARD』と、新宿ロフトでのライブ入場者特典の限定盤『CONGRATULATION』のコンピレーションとして発売。BOXレコードからの発売が中止になったKLAN(b.)名義のシングル盤EPが付録として封入された。B面の最初の3曲は前年のキャプテンレコードからのアルバム『GOOD EVENING WONDERFUL FIEND』に収録されているが、インディーズブームが加速する中、入手困難になっていた人気バンドの音源の再発とあって好調な売れ行きとなった。ただし、The Willardの東芝EMIからのデビュー直後であり、旧事務所・レーベルと権利関係でのトラブルがありバンド側の承諾なしでのリリースであったことが後にバンド側から暴露されることになった。(『DOLL』1989年6月号)1987年、クラウンレコードとインディーズ・プログレ専門レコード店UKエジソンが提携してVICEレーベルを設立し、1986年5月にキャプテンレコードがリリースした12"EP『WILL』と共に『INDIES』を再発した。

## 収録曲
side A
1. STINKY VICE
2. URBAN "BAT" SURVIVOR
3. OUTLAW

side B
1. VANGUARD
2. THE END
3. CONGRATULATION (VAIN FOR YOU)
4. HIT OR MISS (ダムドカヴァー曲)

付録EP
1. THE NIGHT BEFORE
2. THROUGH THE LOVE

## CD化
1989年にクラウンレコード(VICE)によりCD化。CDには付録EPの2曲も収録された。その後再発されていない。